# Martinet de Storer
Cypseloides storeri
Espèce
Statut de conservation UICN

 DD  : Données insuffisantes
Le Martinet de Storer (Cypseloides storeri) est une espèce d'oiseaux de la famille des Apodidae.

## Répartition
Cet oiseau est endémique au Mexique, il se rencontre dans les États du Michoacán et du Guerrero.

## Habitat
Son habitat naturel est les montagnes humides subtropicales ou tropicales.

## Étymologie
Son nom spécifique, storeri, ainsi que son nom vernaculaire, lui ont été donnés en l'honneur de Robert Winthrop Storer (1914-2008), ornithologue américain, en reconnaissance de sa contribution à la connaissance des oiseaux du Michoacán et du Guerrero.

## Publication originale
- Navarro, Peterson, Escalante & Benitez, 1992 : « Cypseloides storeri, a new species of swift from Mexico ». Wilson Bulletin, vol. 104, n. 1, p. 55-64 (lire en ligne).